# Christian Hendrik Persoon
Christia(a)n Hendrik Persoon (n. 1 februarie 1761, Colonia Capului, Provinciile Unite – d. 16 noiembrie 1836, Paris, Franța) a fost un botanist și micolog de origine afrikaner din Africa de Sud. El este privit, împreună cu renumitul său coleg Elias Magnus Fries, fondator al taxonomiei moderne (micologiei sistematice) în cadrul regnului Fungi, în conformitate cu o publicație de CG Loyd în 1924, cel mai mare geniu în acest domeniu. Abrevierea numelui său în cărți științifice este Pers..

## Biografie
Persoon, care a fost de origine germană și olandeză, a devenit la vârsta fragedă de 13 ani orfan, a părăsit patria, nevizitând-o încă odată în viață. A plecat la Paris, unde s-a stabilit și la bătrânețe. Interesul său pentru botanică și micologie l-au dus la Universitatea din Leiden și Universitatea Georg-August din Göttingen. Dar s-a mutat curând la Halle, pentru a studia mai întâi teologia, apoi și medicina.
În 1799, Persoon a obținut doctoratul la Kaiserlich-Leopoldinisch-Carolinische Deutsche Akademie der Naturforscher în Erlangen, unde a fost deja cunoscut pentru munca sa în clasificarea ciupercilor. În plus față de practica sa medicală, el și-a dedicat timpul liber botanicii și a publicat mai multe cărți valoroase despre ciuperci. Opera sa Synopsis Methodica Fungorum (1801) a fost o lucrare epică despre taxonomia bureților și August Karl Joseph Corda a considerat-o drept Cartea de aur al timpului său. El a deveni numit membru al Academiei Regale Suedeze de Științe.
Ierbarul valoros al lui Persoon, exemplarul incluzând multe specii, a fost a cumpărat de guvernul olandez, în 1825, pentru o sumă de 800 de guldeni și este astăzi inclus în colecția  Herbarului Național al Olandei  în Leiden, împreună cu o importantă colecție a corespondenței sale cu oameni de știința din această perioadă de timp. Genul Persoonia, precum revista micologică Persoonia sunt numite după el. Savantul a revizuit clasificarea ciupercilor inaugurată de Carl von Linné evident.

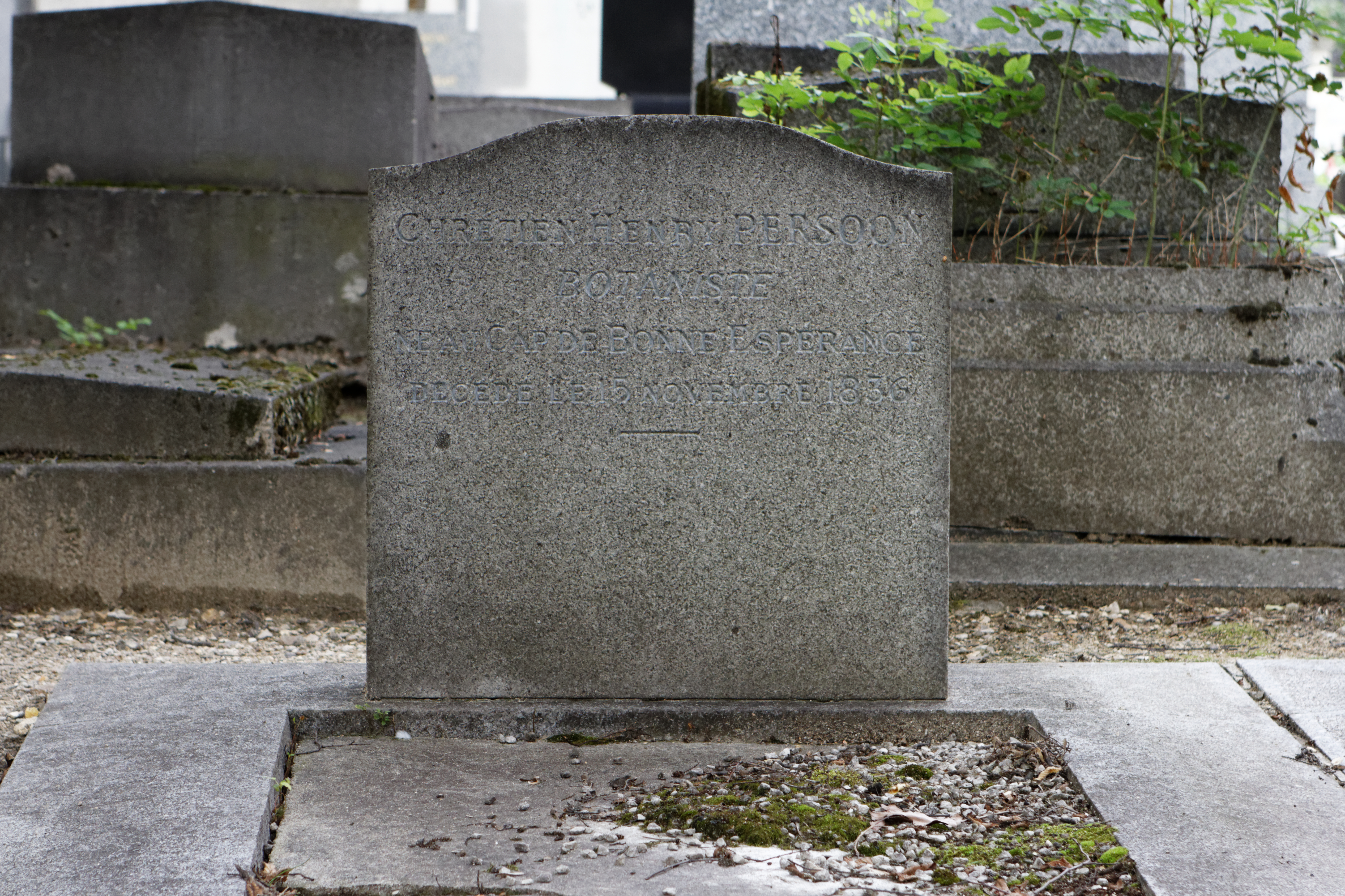
Mormântul lui Persoon în Cimitirul Père-Lachaise

Marele savant a murit în sărăcie la Paris și a fost înmormântat în cimitirul Père Lachaise.

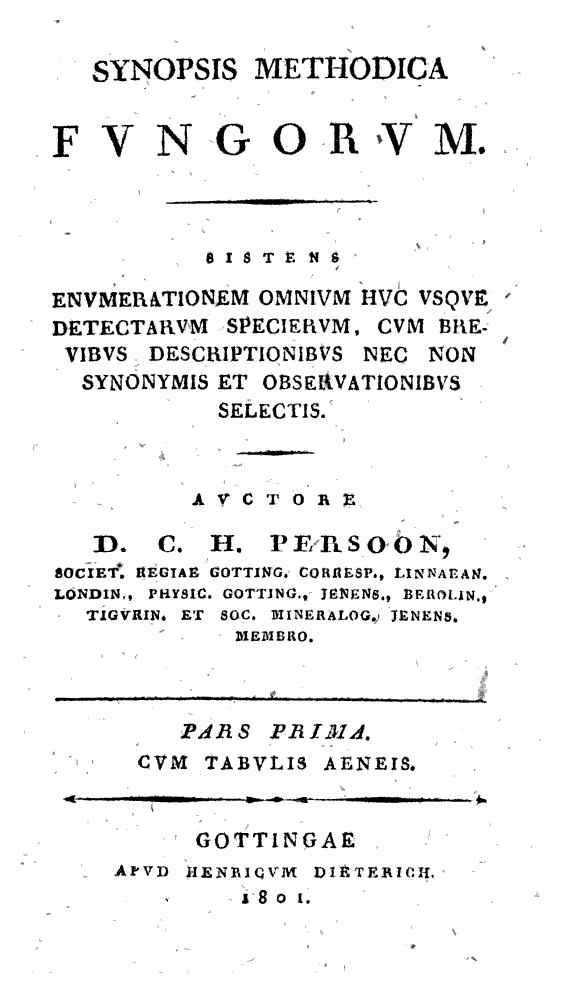
Synopsis methodica fungorum

## Trivia
Se spune că Persoon, văzând un exemplar de Sarcoscypha coccinea (după alții ar fi fost Aleuria aurantia) pe când era încă copil, a fost atât de impresionat de frumusețea acestei ciuperci, încât a prins gustul pentru studiul ciupercilor, iar a devenit astfel mai târziu unul dintre cei mai vestiți micologi.

## Taxonomii descrise de Persoon (selecție)

### Genuri de bureți
| - Albugo (Pers.) Roussel: Gray - Amanita Pers.: Hook. - Ascobolus Pers.: Fr. - Battarrea Pers. - Bovista Dillenius: Pers. - Clathrus Micheli: Pers. - Coprinus (Pers.: Fr.) Gray - Corticium Pers.: Gray - Cortinarius Pers.: Gray - Craterellus Pers. - Cyathus Haller: Pers. - Daedalea Pers.: Fr. - Fuligo Haller: Pers. - Geastrum Micheli: Pers. | - Geoglossum Pers.: Fr. - Geopyxis (Pers.) Sacc. - Geotrichum Link: Pers. - Gomphus Pers.: Gray - Gymnopus Pers.: Gray - Hericium Pers.: Gray - Isaria Pers.: Fr. - Lactarius Pers.: Gray - Leotia Pers.: Fr. - Lepiota Pers.: Gray - Lycoperdon Pers. - Mitrula Pers.: Fr. - Mycena Pers.: Roussel - Odontia Pers.: Gray | - Onygena Pers.: Fr. - Phallus Micheli: Pers. - Physarum Pers. Rostaf. - Poria Pers.: Gray - Puccinia Micheli: Pers. - Russula Pers.: Fr. - Scleroderma Pers. - Serpula Pers.: Gray - Spathularia Pers.: Wallroth - Sphaerobolus Tode: Pers. - Stereum Pers.: Gray - Stictis Pers.: Fr. - Tulostoma Pers. - Ustilago (Pers.) Roussel |

### Specii de bureți
| - Agaricus atrovirens Pers. - Albatrellus pes-caprae (Pers.) Pouzar - Agaricus phyllophilus Pers. - Agaricus myomyces (Pers.) Gray - Agaricus punctatus (Pers.) Fr. - Agaricus rivulosus (Pers.) P.Kumm. - Agrocybe praecox (Pers.) Fayod - Aleuria aurantia (Pers.) Fuckel - Amanita citrina (Schaeff.) Pers. - Amanita muscaria var. formosa (Pers.: Fr.) Bertill. - Amanita rubescens (Pers.: Fr.) Gray - Astraeus hygrometricus (Pers.) Morgan - Battarrea phalloides (Dicks.) Pers. - Bjerkandera fumosa (Pers.: Fr.) P.Karst. - Bolbitius reticulatus (Pers.: Fr.) Ricken - Bolbitius vitellinus (Pers.: Fr.) Fries - Boletus calopus (Schaeff.) Pers. - Boletus erythropus Pers. - Boletus circinatus Pers. - Boletus giganteus Pers. - Bovista plumbea Pers. - Calocera viscosa (Pers.) Fr. - Caloscypha fulgens (Pers.) Boud. - Calvatia gigantea (Batsch: Pers.) Lloyd - Cantharellus cinereus (Pers.) Fr. - Clavaria abietina (Pers.) Quél. - Clavaria botrytis Pers. - Clavaria formosa (Pers.) Quél. - Clavaria fumosa Pers. (1795) - Clitocybe gibba (Pers.) P.Kumm. - Clitocybe clavipes (Pers.) P.Kumm. - Collybia cirrhata (Pers.) Quél. - Coltricia cinnamomea (Pers.) Murrill - Coprinopsis nivea (Pers.: Fr.) Redhead et al. - Coprinus disseminatus (Pers.: Fr.) Gray - Coprinus niveus (Pers.: Fr.) Fr. - Cortinarius alboviolaceus (Pers.) Fr. - Cortinarius argentatus (Pers.) Fr. - Cortinarius bolaris (Pers.) Fr. - Cortinarius brunneus (Pers.) Fr. - Cortinarius callochrous (Pers.) Gray - Cortinarius elatior (Pers.) Fr. - Cortinarius flexipes (Pers.) Fr. - Cortinarius hemitrichus (Pers.) Fr. - Cortinarius infractus (Pers.) Fr. - Cortinarius rigens (Pers.) Fr. - Cortinarius rufo-olivaceus (Pers.) Fr. - Craterellus cornucopioides (L. Pers. - Crepidotus applanatus (Pers.: Fr.) P.Kumm. - Cyathus olla (Batsch) Pers. - Cyathus striatus Hudson: Pers. | - Cystoderma carcharias (Pers.) Fayod (1889) - Daedalea quercina Pers.: Fr. - Disciotis venosa (Pers.: Fr.) Boud. - Entoloma chalybeum (Pers.) Noordel. - Entoloma dichroum (Pers.) P.Kumm. (1871) - Ganoderma applanatum (Pers.: Wallroth) Pat. - Geastrum quadrifidum (Pers.) Pers. - Gloeoporus taxicola (Pers.: Fr.) Ryvarden & Gilb. - Grifola umbellatum (Pers.: Fr.) Gray - Gymnopilus liquiritiae (Pers.: Fr.) P.Karst. - Gyromitra esculenta (Pers.: Fr.) Fr. - Hebeloma mesophaeum (Pers.: Fr.) Quél. - Helvella macropus (Pers.) P.Karst. - Helvella leucomelaena (Pers.)John Axel Nannfeldt (1941) - Hericium erinaceus (Fr.) Pers. - Hydnum rufescens Pers. - Hygrocybe irrigata (Pers.) M.M.Moser (1955) - Hygrocybe nitrata (Pers.) Wünsche (1877) - Hygrophorus discoideus (Pers.) Fr. - Hygrophorus nemoreus (Pers.) Fr. - Hygrophorus pustulatus (Pers.) Fr. - Hypoxylon fragiforme (Pers.: Fr.) Kickx - Inocybe dulcamara (Pers.) P.Kumm. (1871) - Inocybe pyriodora (Pers.: Fr.) P.Kumm. - Inonotus obliquus (Pers.: Fr.) Pilát - Lacrymaria velutina (Pers.: Fr.) Singer - Lactarius aurantiacus (Pers.) Gray - Lactarius controversus Pers. - Lactarius flexuosus (Pers.) Gray - Lactarius pallidus Pers. - Lactarius piperatus (L.: Fr.) Pers. - Lactarius subdulcis Pers.: Gray - Langermania gigantea (Batsch: Pers.) Rostk. - Lentinellus cochleatus (Pers.) P.Karst. - Lentinus torulosus (Pers.: Fr.) Lloyd - Leotia lubrica (Pers.) Fr. - Lepiota aspera (Pers.) Quél. - Lepiota felina (Pers.) P.Karst. - Lycoperdon echinatum Pers. - Lycoperdon excipuliforme Pers. - Lycoperdon perlatum Pers. - Lycoperdon pratense Pers. (1794) - Marasmius cohaerans (Pers.: Fr.) Cooke & Quél. - Megacollybia platyphylla (Pers.: Fr.) Kotl. & Pouzar - Melanoleuca melaleuca (Pers.: Fr.) Murrill - Meripilus giganteus (Pers.) P.Karst. - Morchella costata Vent.: Pers. - Morchella crassipes Vent.: Pers. - Morchella vulgaris (Pers.) Gray - Merulius clavatus Pers. - Mutinus caninus (Pers.) Fr. - Mycena galopus (Pers.) P.Kumm. - Mycena pura (Pers.) P.Kumm. - Myriostoma coliforme (Pers.) Corda - Otidea onotica Pers. Fuckel (1870) | - Panaeolus foenisecii (Pers.: Fr.) Kühner - Panellus mitis (Pers.: Fr.) Singer - Panellus serotinus (Pers.) Kühner - Peziza ampliata Pers. (1800) - Peziza badia Pers. - Peziza granulosa Pers. (1801) - Peziza micropus Pers. (1800) - Peziza repanda Pers. (1808) - Peziza violacea Pers. (1794) - Phallus hadriani (Venturi) Pers. - Phellinus torulosus (Pers.) Galzin & Bourdot - Pholiota populnea [Pers.) Kuyper & Tjall.-Beuk. - Pisolithus tinctorius (Pers.) J. N. Couch & Coker - Pleurocybella porrigens (Pers.: Fr.) Singer - Pleurotus dryinus (Pers.: Fr.) P.Kumm. - Pleurotus porrigens (Pers.: Fr.) P.Kumm. - Pluteus nanus (\|Pers.) P.Kumm. (1871) - Pluteus pellitus (Pers.) P.Kumm. (1871) - Pluteus salicinus (Pers.) P.Kumm. (1871) - Pluteus tomentosulus (Pers.) P.Kumm. (1871) - Pluteus umbrosus (Pers.) P.Kumm. (1871) - Polyporus badius (Pers.) Schwein. - Polyporus giganteus Pers.: Fr. - Polyporus umbellatus Pers.: Fr. - Psathyrella foenisecii (Pers.: Fr.) A.H.Smith - Puccinia graminis Pers. - Ramaria abietina (Pers.) Quél. - Ramaria botrytis (Pers.) Ricken - Ramaria formosa (Pers.) Quél. - Russula alutacea Pers.: Fr. - Ramaria stricta Pers.: Quél. - Russula foetens Pers. - Russula fragilis Pers.: Fr. - Russula grisea Pers.: Fr. - Russula nauseosa (Pers.) Fr. - Russula ochroleuca (Pers.) Fr. - Russula rosacea (Pers.: Secretan) Fr. - Scleroderma cepa Pers. - Scleroderma citrinum Pers. - Scleroderma verrucosum (Bull.) Pers. - Sphaerobolus stellatus (Tode) Pers. - Stereum hirsutum (Willd.) Pers. - Tremella foliacea Pers.: Fr. - Tricholoma albobrunneum (Pers.) P.Kumm. (1871) - Tricholoma bufonium (Pers.) Gillet (1874) - Tricholoma sciodes (Pers.) C.Martin (1919) - Tricholomopsis platyphylla (Pers.: Fr.) Singer - Tubaria furfuracea (Pers.: Fr.) Gillet (1874) - Tulostoma brumale Pers. - Verpa digitaliformis Pers. - Xylaria polymorpha (Pers.) Grev. - Xylobolus frustulatus (Pers.: Fr.) Boidin |

## Opere
Selecție din lucrările micologului:  
- Neuer Versuch einer systematischen Eintheilung der Schwämme, în: Neues Magazin für die Botanik, vol. 1, Editura Ziegler, Zürich 1794, p. 63-129
- Observationes mycologicae. Seu descriptiones tam novorum, quam notabilium, vol. 1, Editura Peter Phillip Wolf, Leipzig (Lipsiae) 1796 Observationes%20mycologicae.%20Seu%20descriptiones%20tam%20novorum%2C%20quam%20notabilium&f=false
- Commentatio de Fungis Clavaeformibus, cu 4 plăci colorate, Editura Peter Philipp Wolf, Leipzig 1797
- Tentamen dispositionis methodicae Fungorum, Editura Peter Philipp Wolf, Leipzig (Lipsiae) 1797
- Icones et Descriptiones Fungorum Minus Cognitorum, vol. 1, Editura Breitkopf Haerteliani, Leipzig 1798
- Observationes mycologicae. Seu descriptiones tam novorum, quam notabilium, vol. 2, Editura Gessneri, Usteri et Wolfii, Leipzig (Lipsiae) și Lucerna 1799
- Icones et Descriptiones Fungorum Minus Cognitorum, vol. 2, Editura Breitkopf Haerteliani, Leipzig 1800
- Synopsis methodica Fungorum, 2 volume, Editura Henricus Dieterich, Göttingen 1801 [12]
- Synopsis plantarum, 5 volume (1805–1807 și 1817-1827)[13]
- Traité sur les champignons comestibles, contenant l'indication des espèces nuisibles, Editura Belin-Le Prieur, Paris 1818, cu 4 plăci colorate
- Mycologia Europaea, 3 volume, Editura Ioanni Iacobi Palmii, Erlangen (1822–1828)